# Luigi Antonio Secco
Luigi Antonio Secco SDB (ur. 8 czerwca 1947 w Piazzola sul Brenta) – włoski duchowny katolicki, biskup Willemstad w latach 2001–2025.

## Życiorys
Wstąpił do zgromadzenia salezjanów w 1963 i odbył nowicjat w San Antonio de los Altos. Studiował na Papieskim Uniwersytecie Salezjańskim
w Rzymie (uzyskał tam po święceniach tytuł licencjata z teologii dogmatycznej), a następnie w Instytucie Teologicznym św. Pawła w Betlejem-Cremisan, gdzie ukończył teologię biblijną.
Święcenia kapłańskie otrzymał 27 kwietnia 1975. Był m.in. przełożonym zgromadzenia na Curaçao (1982-1985 oraz 1993-1997) oraz przełożonym i mistrzem nowicjatu w San Antonio de los Altos (1997-2000).

### Episkopat
24 czerwca 2000 papież Jan Paweł II mianował go biskupem koadiutorem diecezji Willemstad. Sakry biskupiej udzielił mu 28 października 2000 ordynariusz Willemstad – biskup Wilhelm Ellis. Rządy w diecezji objął 11 października 2001 po przejściu na emeryturę poprzednika.
7 stycznia 2025 papież Franciszek przyjął jego rezygnację z pełnionego urzędu.